# Bank of China Mansion
Bank of China Mansion é um dos arranha-céus mais altos do mundo, com 241 metros (791 ft). Edificado na cidade de Qingdao, China, foi concluído em 1999 com 54 andares.